# Glacier de las Néous
Le glacier de las Néous est un glacier des Pyrénées situé dans le massif du Balaïtous, sur le versant nord de la frontière franco-espagnole dans le département des Hautes-Pyrénées en région Occitanie.
Il s'agit du glacier crevassé le plus occidental de la chaîne.

## Toponymie
Las nèus signifie « les neiges » en occitan. Le pluriel las en souligne la quantité et donc la pérennité.

## Géographie
Le glacier se développe sur le flanc oriental du pic du Balaïtous, longeant l'arête de Costérillou. Ses eaux de fonte alimentent le gave d'Arrens.

## Histoire

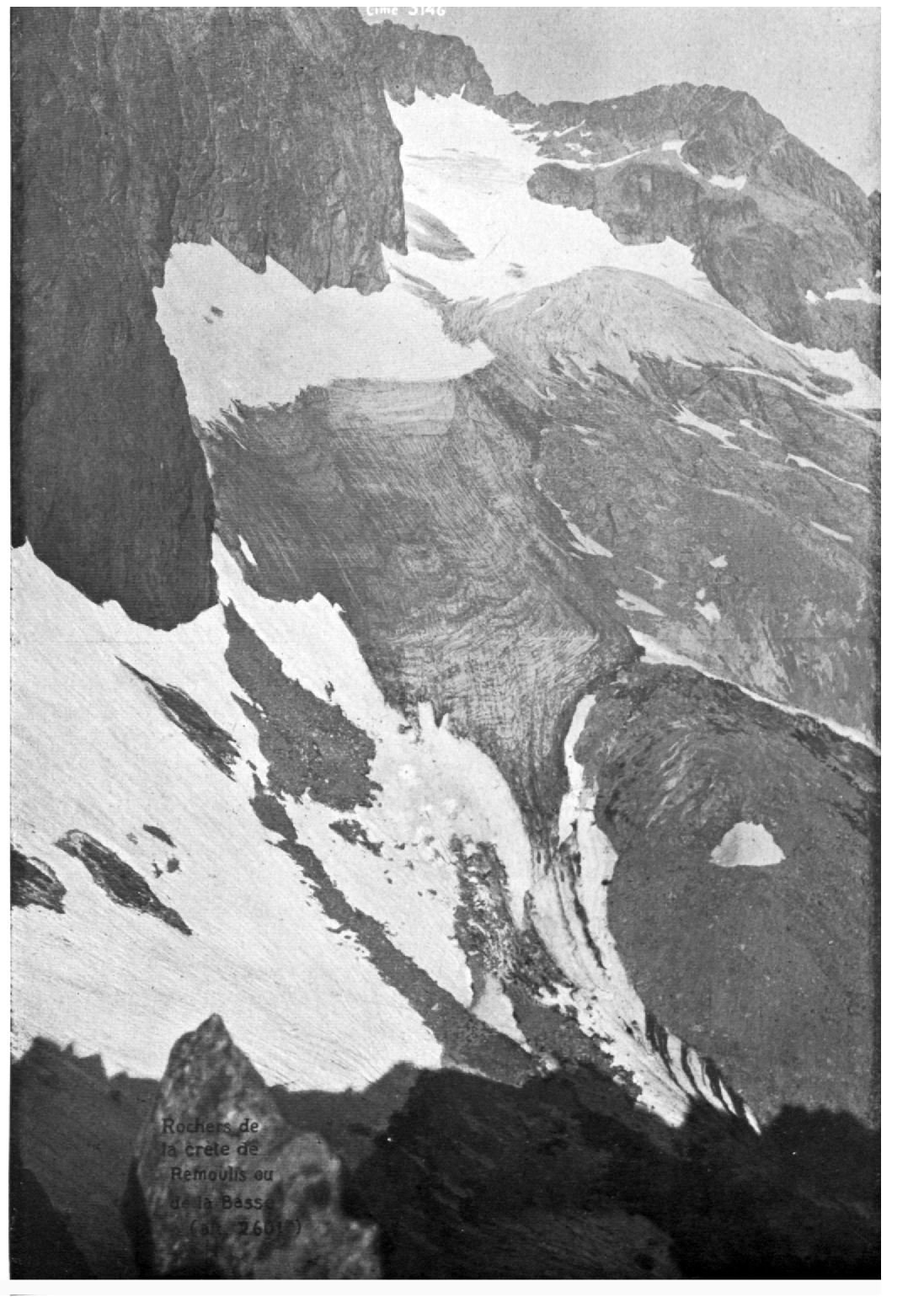
Glacier de las Néous le 8 août 1905.

À la sortie du petit âge glaciaire vers 1850, le glacier s'étalait sur une longueur de 1 800 mètres (il était alors le troisième plus long de la chaîne). Il s'étendait sur une superficie de 0,55 km2 et formait deux fronts distincts dont le plus bas descendait à 2 345 mètres d'altitude.
En 1985, le glacier compte encore 0,28 km2, puis sa superficie diminue jusqu’à atteindre 0,16 km2 en 2000.
La fonte a peu à peu scindé le glacier en deux parties : la plus haute située sous le sommet du Balaïtous et la plus basse située sous la brèche de Las Néous.
La scission entre ces deux zones est intervenue définitivement à la fin des années 1990. Désormais, seule la partie supérieure exhibe quelques crevasses. La partie inférieure, peu visible, fond lentement sous les débris rocheux dans le fond du vallon.
En 2020, le glacier ne mesure plus que 0,04 km2, pour 300 mètres de longueur (partie supérieure). Avec 1,5 km de perte, son retrait est l'un des plus importants parmi les glaciers pyrénéens.